# Muddy Hole
 (juin 2021).
Muddy Hole est une petite communauté côtière située sur la côte sud-ouest de l'île de Terre-Neuve dans la province de Terre-Neuve-et-Labrador au Canada.

## Municipalités limitrophes
Comme l'évoque le roman de Farley Mowat, Le bateau qui ne voulait pas flotter, il s'y trouvait autrefois des ateliers de constructions de bateaux.

## Annexe